# Mahavira (matemàtic)
|  | No s'ha de confondre amb l'asceta i gurú Mahavira. |

Mahavira (sànscrit: মহাবীর)  (Mysore, c. 817 - subcontinent indi, c. 875), o Mahaviracharya (Mahavira, el professor), fou un matemàtic indi del segle ix.

## Vida
Poca cosa se sap de la seva vida. Va treballar a la cort de rei rastakutra Amoghavarsha I (815-874). Va escriure el seu llibre, Ganita Sara Sangraha, l'any 850, però aquest llibre va estar perdut durant segles, fins que a començaments del segle xix se'n va trobar una còpia.

## Obra
El Ganita Sara Sangraha és un text de matemàtiques pures, no es fa referència en el text a l'astronomia, tot i que algunes fórmules en poden ser útils. El llibre està dividit en nou capítols (uns 1100 versos sloka) que tracten sobre aritmètica, geometria, àlgebra i mesures.
En aritmètica, conté algunes fórmules originals, com la descomposició de qualsevol fracció en la suma de diverses fraccions de numerador unitari (això era important per a poder entendre la matemàtica egípcia); també proporciona per primera vegada la fórmula general de les permutacions i combinacions.
En geometria, proporciona les fórmules generals del teorema de Pitàgores i ho aplica a la mesura de superfícies (triangles, rectangles i trapezis). També dona una fórmula aproximada per l'àrea d'una el·lipse.
En àlgebra és interessant l'estudi que fa dels sistemes d'equacions lineals indeterminats.
El 1980, el professor J.P. Jain, va indicar la possibilitat que Mahavira fos l'autor de dues altres obres: el Kethra Ganita i el Chattis Purva Uttar.